# Wolfgang Bonde
Wolfgang Oskar Bonde (* 15. Dezember 1902 in Altenburg; † 15. März 1945 im KZ Bergen-Belsen) war ein deutscher Jurist und Widerstandskämpfer gegen den Nationalsozialismus.

## Leben
Wolfgang Bonde war ein Sohn des Altenburger Verlagsbuchhändlers Carl Bonde (1864–1936, Altenburger Zeitung, Druckerei und Verlag Oskar Bonde) und seiner Ehefrau Meta (* 1867), geb. Kriewitz. Der Jurist und Verleger Karl Helmuth Bonde (1904–1942) war sein jüngerer Bruder. Er fiel im Deutsch-Sowjetischen Krieg.
Wolfgang Bonde studierte an der Georg-August-Universität Göttingen Rechtswissenschaft. Am 27. Mai 1921 wurde er im Corps Bremensia Göttingen aktiv. Er wurde am 28. Januar 1922 recipiert und am Ende des Sommersemesters 1922 inaktiviert. Sein Referendarexamen legte er in Jena ab. 1928 wurde er an der Universität Jena zum Dr. iur. promoviert. Von 1928 bis 1932 war er Gerichtsassessor in Weimar und Greiz. Er ließ sich 1938 als Rechtsanwalt in Berlin nieder und erhielt später ein Notariat. 
1940 ins  Auswärtige Amt einberufen, war er bis 1944 als  Hilfsarbeiter in der Kultur- und Informationsabteilung der Deutschen Gesandtschaft Stockholm tätig. Er galt als eine der Schlüsselfiguren der Kulturabteilung. Innerhalb der Botschaft gab es oppositionelle Strömungen. Bonde selbst äußerte sich vor schwedischen Bürgern kritisch über das NS-Regime und vertrat eine offene Anti-NS-Einstellung. Da er sich im neutralen Schweden sicher wähnte, nahm er kein Blatt vor den Mund. Überliefert sind seine Äußerungen, dass das Recht 1933 in Deutschland abgeschafft worden sei und Deutschland  eine „Gangsterregierung“ habe.
Franz Six, Leiter der Kulturpolitischen Abteilung im Auswärtigen Amt, war für seine Verhaftung verantwortlich. Auf der von ihm angeordneten  Dienstreise nach Berlin wurde er am 24. Oktober 1944 von der  Geheimen Staatspolizei als „Widerstandskämpfer und Defätist“ verhaftet. Trotz seiner chronischen Lungenerkrankung wurde er vom Gestapo-Gefängnis in der Prinz-Albrecht-Straße in das KZ Oranienburg verbracht. Im Dezember 1944 wurde er in das KZ Sachsenhausen und im Februar 1945 in das KZ Bergen-Belsen verlegt. Dort starb er keine zwei Monate vor der Kapitulation der Wehrmacht.
Verheiratet war er seit dem 5. Februar 1940 mit Ingeborg geb. Hartmann. Aus der Ehe ging ein Sohn hervor.